# Müsch
Pour les articles homonymes, voir Musch.
Müsch est une municipalité allemande située dans le land de Rhénanie-Palatinat et l'arrondissement d'Ahrweiler.